# Euptera kinugnana
La Euptera kinugnana es una especie de  Lepidoptera, de la familia Nymphalidae,  subfamilia Limenitidinae, tribu Adoliadini, pertenece al género Euptera.

## Subespecies
- Euptera kinugnana kinugnana
- Euptera freyja inexpectata (Chovet, 1998)
- Euptera kinugnana insularis (Collins, 1995)

## Localización
Esta especie de Lepidoptera y las subespecies se encuentran localizadas en Malaui, Mozambique, Tanzania y Kenia (África).